# Rio Ferenţi
O Rio Ferenţi é um rio da Romênia, afluente do Tigăile, localizado no distrito de Braşov.